# Eduard Domènech i Montaner
Eduard Domènech i Montaner (Barcelona, 19 d'abril de 1854 - La Garriga, Vallès Oriental, 15 de setembre de 1938) fou un editor català. Eduard Domènech va néixer al carrer Avinyó de Barcelona, fill de Pere Domènech i Saló, un editor i enquadernador de prestigi de Barcelona, i de Maria Montaner i Vila qui pertanyia a una família acomodada de Canet de Mar. Era germà de l'arquitecte Lluís Domènech i Montaner. Es va casar amb Francesca Ballester i Camps, amb qui va tenir quatre fills: Eduard, Maria, Anna i Eugènia.